# JС-4
ЈС-4 је совјетски тешки тенк развијен на бази ЈС-2 . Име је добио по совјетском вођи Јосиф Висарионович Џугашвили Стаљину . 

## Развој
Развој тешког тенка ЈС-4 почео је 1944. године, заједно са развојем ЈС-3 . Заправо, радило се о покушају да се побољша ЈС-2 тенк. Нови пројекат назван је Објекат 701, а развој је додељен главном дизајнеру ЛС Тројанову. Дизајнери су се надали да ће, користећи ЈС-2 као основу, за само неколико месеци моћи да развију нови тешки тенк, чија ће серијска производња бити довољно брза да учествује у посљедњим биткама Другог светског рата. Страх од Црвене армије био је и на њиховим рукама да ће војна индустрија нацистичке Немачке успети да произведе нови супертенк. Немци су коначно успели да развију тенк Тигар 2 од 69,8 тона, али су произвели само 487 комада. Поред тога, због огромне тежине и непоузданости Тигра 2, постојала је већа опасност за сопствену посаду него за њихове противнике. 
Тројанов тим развио је неколико различитих приједлога за Објекат 701, а три су званично представљена Дирекцији Црвене армије. Први је био Објекат 701-2 наоружан са топом С-34 калибра 100 мм, морнарички топ прилагођен уградњи у тенк . Објекат 701-5 добио је другачије решење за заштиту оклопа. Објекат 701-6 био је најконзервативније решење са топом  Д-25Т калибра 122 мм, и како је то било најмање ризично решење, врх Црвене армије га је управо одабрао за даљи развој. У првобитним плановима направљене су неке промене, пре свега, постављање дебљег оклопа, дуже тело и постављање бољег мотора. Дебљина оклопа повећана је на 160, а купола на 250 милиметара. Уграђен је нови дизелски В-2 мотор В-12 снаге 750 КС, чији је расхладни систем решен као код њемачког тенка Пантер : вентилатори су постављени на врх мотора са хладњацима за воду испод њих. Након што прође кроз хладњаке, ваздух струји преко мотора и даље га хлади. Комплет за борбу био је само тридесет дводелних граната за топ Д-25Т. Да би се спречила њихова неконтролисана активација (услед удара или пожара), свака граната са припадајућим барутом држана је у посебном челичном резервоару, а контејнери су заузимали додатни простор у куполи и телу резервоара. 
Због припреме за серијску производњу ЈС-3 и приближавања краја рата, развој постројења 701-6 је успорен. Одлука о серијској производњи издата је тек у априлу 1945. године и добила је званичну ознаку ЈС-4 . Производња велике количине почела је тек 1947. године када је ушла у оперативну употребу. 
Продукција је прекинута 1949. године након што је произведено само 200 примерака (неки извори навпде и 250 примерака) . Већина приговора на премалу брзину (на добром путу могла је постићи 34 км/ч) и огромну мобилност. Осим тога, постојали су стари проблеми са преносом која се редовно кварила. Обзиром да је маса ЈС-4 била 60 тона, то није било чудно. Због велике масе ЈС-4 није било могуће пребацити преко већине тадашњих совјетских мостова, а камоли на транспортовати камионом. Чак би и транспорт железницом био проблематичан. 

## Употреба
Упркос овим недостацима, ЈС-4 је послат на Далеки исток 1950. године, где је, према Стаљиновој команди, Црвена армија формирала борилишта намењена за учешће у Корејском рату . Упркос инсистирању Кинеза, Стаљин је напокон напустио масовно укључивање Црвене армије у Корејски рат, страхујући од покретања свеобухватног нуклеарног рата са Сједињеним Америчким Државама. Уместо тога, оставио је снажне оружане снаге на граници између Северне Кореје и Совјетског Савеза и дозволио Пекингу да пошаље своје трупе у Кореју. Тако су сви ЈС-4 остали на Далеком истоку, где су крајем 1950-их модернизовани у ЈС-3М. Они су били у оперативној употреби до краја шездесетих година прошлог века. 